# Teddy Kollek
Theodor "Teddy" Kollek, född 27 maj 1911 i Nagyvázsony nära Balaton, Ungern (i dåvarande Österrike-Ungern), död 2 januari 2007 i Jerusalem, var en israelisk politiker (Arbetarpartiet). Han tjänstgjorde som Jerusalems borgmästare i 28 år, 1965–1993.